# 20 kopiejek – 40 groszy (1842–1850)
20 kopiejek – 40 groszy (1842–1850) – dwunominałowa moneta o wartości dwudziestu kopiejek i jednocześnie czterdziestu groszy, przygotowana dla Królestwa Kongresowego w konsekwencji ukazu carskiego z 15 października 1841 r., unifikującego z dniem 1 stycznia 1842 r. systemy monetarne Królestwa i Imperium Rosyjskiego. Była monetą obiegową na całym obszarze Imperium. Bito ją w mennicy w Warszawie, w srebrze, w latach 1842–1850, według rosyjskiego systemu wagowego – zołotnikowego, opartego na funcie rosyjskim.

## Awers
Na tej stronie umieszczono orła cesarstwa rosyjskiego – dwugłowy orzeł z trzema koronami, w prawej łapie trzyma miecz i berło, w lewej jabłko królewskie, na piersi tarcza herbowa ze Św. Jerzym na koniu powalającym smoka, wokół tarczy łańcuch z krzyżem Św. Andrzeja, na skrzydłach orła sześć tarcz z herbami – z lewej strony Kazania, Astrachania, Syberii, z prawej strony Królestwa Polskiego, Krymu i Wielkiego Księstwa Finlandii. Na dole, po obu stronach ogona orła, znajduje się znak mennicy w Warszawie – litery M W.

## Rewers
Na tej stronie w wieńcach laurowym (z lewej) i dębowym (z prawej) przewiązanych wstążką u dołu, umieszczono nominał „20", pod nim „КОПѢЕКЪ”, poniżej nominał „40", pod nim „GROSZY”, poniżej rok bicia: 1842, 1843, 1844, 1845, 1846, 1848 lub 1850. Wieńce laurowy i dębowy składają się z sześciu kępek każdy. W wieńcu laurowym umieszczono po kolejnych kępkach jagody – licząc od góry po pierwszej jedna, po drugiej dwie, po trzeciej trzy, po czwartej i piątej po dwie jagody. W wieńcu dębowym umieszczono po kolejnych kępkach żołędzie – licząc od góry po pierwszej jeden, po drugiej dwa, po trzeciej jeden, po czwartej i piątej po dwa żołędzie. Rysunek rewersu został zmodyfikowany w 1848 r. Zmianie uległa wtedy między innymi konfiguracja jagódek i żołędzi, która dla roczników 1848 i 1850 przedstawiała się następująco:
- w wieńcu laurowym – po wszystkich kępkach po dwie jagody,
- w wieńcu dębowym – po wszystkich kępkach po dwa żołędzie.

W roczniku 1850 pojawiły się trzy różne rysunki wstążki łączącej wieńce laurowy i dębowy:
- pojedyncza
- podwójna
- podwójna z dodatkowym żołędziem i jagodą.

## Opis
Monetę bito w mennicy w Warszawie, w srebrze próby 868, na krążku o średnicy 22 mm, masie 4,1 grama, z rantem skośnie ząbkowanym. Według sprawozdań mennicy w latach 1842–1850 w obieg wypuszczono 215 042 monet.
Stopień rzadkości poszczególnych roczników i typów monet przedstawiono w tabeli:
| Rocznik                      | Cechy odmiany rewersu                 | Stopień rzadkości | Szacowana liczba egzemplarzy | Uwagi                      | Zdjęcie |
| ---------------------------- | ------------------------------------- | ----------------- | ---------------------------- | -------------------------- | ------- |
| 20 kopiejek – 40 groszy 1842 |                                       | R2                | 3001–15 000                  |                            |         |
| 20 kopiejek – 40 groszy 1843 |                                       | R2                | 3001–15 000                  | ogon orła jak w 1842       |         |
| 20 kopiejek – 40 groszy 1844 |                                       | R2                | 3001–15 000                  | ogon orła zbliżony do 1848 |         |
| 20 kopiejek – 40 groszy 1845 |                                       | R2                | 3001–15 000                  | ogon orła jak 1842         |         |
| 20 kopiejek – 40 groszy 1846 |                                       | R8                | 2–3                          | ogon orła zbliżony do 1848 |         |
| 20 kopiejek – 40 groszy 1848 |                                       | R2                | 3001–15 000                  | nowy ogon orła             |         |
| 20 kopiejek – 40 groszy 1850 | pojedyncza wstążka                    | R2                | 3001–15 000                  |                            |         |
| 20 kopiejek – 40 groszy 1850 | podwójna wstążka                      | R2                | 3001–15 000                  |                            |         |
| 20 kopiejek – 40 groszy 1850 | podwójna wstążka z jagodą i żołędziem | R2                | 3001–15 000                  |                            |         |

Ponieważ daty na monecie mieszczą się w latach panowania Mikołaja I, więc w numizmatyce rosyjskiej zaliczana jest do kategorii monet tego cara.
Liczba znanych odmian łącznie z wszystkich lat bicia wynosi 9